# Aéroport de Horta
L'aéroport de Horta est la structure aéroportuaire civile la plus importante du groupe central de l'archipel des Açores. Il est situé à 9,5 km à l'ouest du centre de la ville d'Horta sur l'île de Faial.
Cet aéroport assure des liaisons entre le continent et les autres iles de l'archipel.

## Actualités
En 2023, l’Aéroport de Horta a obtenu la certification ACA 4+ dans le cadre du programme d’évaluation environnementale de l’ACI, décernée par VINCI Airports. Cette distinction reconnaît que l’aéroport a entièrement comptabilisé et déclaré ses émissions directes et indirectes de CO₂, réduit significativement ses émissions directes, compensé les émissions restantes et engagé des actions pour diminuer ses émissions indirectes.
En février 2024, le gouvernement régional des Açores a exprimé sa vive opposition à la proposition d’ANA/VINCI visant à réduire de 180 m la distance déclarée de la piste de Horta pour aménager des RESA (zones de sécurité en bout de piste), estimant que cela compromettrait l’exploitation des avions à réaction comme l'Airbus A320 sur la liaison Horta–Lisbonne. Il a encouragé ANAC à rechercher une dérogation à l’application immédiate des normes RESA en attendant l’extension de la piste.

## Situation
| \| 30 km1:1 849 000 \| Ponta Delgada Flores Horta Santa Maria Terceira Pico São Jorge Corvo Graciosa |
| 30 km1:1 849 000                                                                                     |

## Statistiques
Le graphique qui aurait dû être présenté ici ne peut pas être affiché car il utilise l'ancienne extension Graph, désactivée pour des questions de sécurité. Des indications pour créer un nouveau graphique avec la nouvelle extension Chart sont disponibles ici.

Voir la requête brute et les sources sur Wikidata.

## Compagnies et destinations
| Compagnies      | Destinations                                                         |
| --------------- | -------------------------------------------------------------------- |
| Azores Airlines | Lisbonne-H. Delgado                                                  |
| SATA Air Açores | Corvo, Santa Cruz-Flores, Ponta Delgada-Jean Paul II, Terceira-Lajes |

Édité le 04/10/2019